# Acabaria cinquemiglia
Acabaria cinquemiglia är en korallart som beskrevs av Manfred Grasshoff 1999. Acabaria cinquemiglia ingår i släktet Acabaria och familjen Melithaeidae. Inga underarter finns listade i Catalogue of Life.